# Anyte z Tegei
Anyte z Tegei (III wiek p.n.e.) – grecka poetka, autorka epigramów.
Epigramy Anyte zostały zachowane w Antologii Palatyńskiej. Wśród nich znajdują się m.in. żartobliwe epitafia dla zwierząt oraz jedne z pierwszych bukolicznych pejzaży poetyckich. Miała znaczny wpływ na rozwój greckiego epigramu.